# Houston Oilers 1993
La stagione 1993 degli Houston Oilers è stata la 24ª della franchigia nella National Football League, la 34ª complessiva Con 12 vittorie e 4 sconfitte la squadra vinse il titolo della AFC Central division, qualificandosi ai playoff per il sesto anno consecutivo, all’epoca la striscia attiva più lunga della NFL.
La stagione 1993 degli Oilers è considerata una delle più turbolente della storia della NFL, sia dentro che fuori dal campo. Prima dell’inizio della stagione, il proprietario Bud Adams disse alla squadra che se non avesse raggiunto il Super Bowl l’avrebbe smembrata, dopo che negli anni precedenti Houston aveva continuato ad essere eliminata nei primi turni di playoff. Malgrado una partenza lenta (quattro sconfitte nelle prime cinque gare), gli Oilers vinsero poi tutte le 11 rimanenti gare della stagione regolare, concludendo col miglior record della NFL a pari merito, 12–4. Quelle 11 vittorie consecutive furono il miglior risultato della NFL dal 1972.
Malgrado la striscia vincente, la possibilità di saltare il primo turno di playoff e il giocare tra le mura amiche dell’Astrodome, gli Oilers furono battuti a sorpresa da Joe Montana e i Kansas City Chiefs nel divisional round, che in precedenza avevano battuto per 30-0 durante la stagione regolare.
Fedele alla sua parola, Bud Adams smantellò la squadra nei mesi successivi al termine della stagione. Il quarterback Warren Moon fu ceduto ai Minnesota Vikings e gli Oilers precipitarono a un record di 2–14 l’anno seguente. Nel 1995 iniziarono le voci di un trasferimento della franchigia da Houston a Nashville.

## Calendario
| Stagione regolare |                         |                    |
| Turno             | Avversario              | Risultato          |
| 1                 | at New Orleans Saints   | S 33–21            |
| 2                 | Kansas City Chiefs      | V 30–0             |
| 3                 | at San Diego Chargers   | S 18–17            |
| 4                 | Los Angeles Rams        | S 28–13            |
| 5                 | Settimana di pausa      | Settimana di pausa |
| 6                 | at Buffalo Bills        | S 35–7             |
| 7                 | at New England Patriots | V 28–14            |
| 8                 | Cincinnati Bengals      | V 28–12            |
| 9                 | Settimana di pausa      | Settimana di pausa |
| 10                | Seattle Seahawks        | V 24–14            |
| 11                | at Cincinnati Bengals   | V 38–3             |
| 12                | at Cleveland Browns     | V 27–20            |
| 13                | Pittsburgh Steelers     | V 23–3             |
| 14                | Atlanta Falcons         | V 33–17            |
| 15                | Cleveland Browns        | V 19–17            |
| 16                | at Pittsburgh Steelers  | V 26–17            |
| 17                | at San Francisco 49ers  | V 10–7             |
| 18                | New York Jets           | V 24–0             |

## Classifiche
| AFC Central             | AFC Central | AFC Central | AFC Central | AFC Central | AFC Central | AFC Central | AFC Central |
|                         | V           | S           | P           | %           | PF          | PA          | STR.        |
| ----------------------- | ----------- | ----------- | ----------- | ----------- | ----------- | ----------- | ----------- |
| (2) Houston Oilers      | 12          | 4           | 0           | .750        | 368         | 238         | V11         |
| (6) Pittsburgh Steelers | 9           | 7           | 0           | .563        | 308         | 281         | V1          |
| Cleveland Browns        | 7           | 9           | 0           | .438        | 304         | 307         | S1          |
| Cincinnati Bengals      | 3           | 13          | 0           | .188        | 187         | 319         | S1          |